# Афонин, Вадим Сергеевич
Вади́м Серге́евич Афо́нин (узб. Vadim Sergeyevich Afonin; род. 29 сентября 1987, Ташкент) — узбекистанский и российский футболист, полузащитник. Мастер спорта России (2016).

## Карьера

### Клубная
Воспитанник ташкентского «Трактора». Играл за молодёжную команду и начал профессиональную карьеру в 2005 году именно в этом клубе. За основную команду «Трактора» выступив один сезон, сыграл 25 матчей.
В 2006 году перешёл в казанский «Рубин». Играл за дублирующий состав, где в последний год за команду был капитаном. В составе основной команды выходил в матче 1/16 финала Кубка России против «Смены», отыграл весь матч. В 2010 году в составе «Рубина» выиграл Кубок Содружества. Отыграл все матчи и забил 1 гол.
В 2009 году вернулся в Узбекистан, заключив контракт с гузарским клубом «Шуртан». Выступал за данный клуб до конца 2012 года. В 2011 году выступал в составе «Шуртана» на Кубке АФК, дойдя до 1/8 финала. Всего сыграл за «Шуртан» 69 матчей и забил 4 гола.
2013 году вернулся в Россию и перешёл в белгородский «Салют», за которого выступал в течение 2013 года и сыграл 35 матчей, забив 2 гола. В 2014 году перешёл в оренбургский «Газовик». С 2017 года является игроком «Анжи». Затем снова вернулся в Оренбург.

### В сборной
С 16 лет стал вызываться в юношескую сборную, а затем и в молодёжную сборную Узбекистана. За национальную сборную Узбекистана сыграл один матч в 2012 году в товарищеском матче против сборной Кувейта (3:0).
В ноябре 2016 года Вадим Афонин был вызван в сборную Узбекистана для матчей против сборных Иордании и Южной Кореи.

## Достижения
Личные
- Лучший полузащитник ФНЛ России сезона 2015/16[3]